# 21657 Alinecarter
21657 Alinecarter este o planetă minoră (asteroid) din centura de asteroizi. A fost descoperită pe 10 august 1999 la Observatorul Reedy Creek de John Broughton⁠(d). 
Obiectul prezintă o orbită caracterizată de o semiaxă mare de 2,2960815 UAi, o excentricitate de 0,05, o înclinație de 7,2836 ° în raport cu ecliptica.